# 苏丹阿都阿兹沙机场
苏丹阿都阿兹沙机场位于马来西亚雪蘭莪州莎亚南西北部，通稱梳邦国际机场。机场在1998年前是袋鼠航线的停留点之一，也是当时全亚太地区仅次于香港啟德國際機場以外最繁忙的机场。1998年，雪邦的新机场吉隆坡国际机场取代其国际机场的地位，便改以时任雪兰莪州苏丹沙拉胡丁阿都阿兹沙的名字命名，现在主要供私人飞机、一些廉价航空公司的班机和马来西亚皇家空军起降用。
为舒缓吉隆坡国际机场塔台的繁忙情况，吉隆坡的区域管制中心（CTR）设于本机场的塔台内，而非吉隆坡国际机场里。
從2018年開始，有些從香港國際機場出發的馬來西亞航班到達吉隆坡國際機場一號大樓出境後，需要自行從吉隆坡國際機場前往蘇丹阿都阿兹沙機場登機，由飛螢航空（FY）營運的ATR 72-600機型前往檳城，時間較從吉隆坡國際機場飛往檳城更快，但是一般國際遊客因交通問題或航班時間不理想情況下較難選擇。(更新：由於嚴重特殊傳染性肺炎（COVID-19)原因，有關航線現時不穩定。)

## 历史

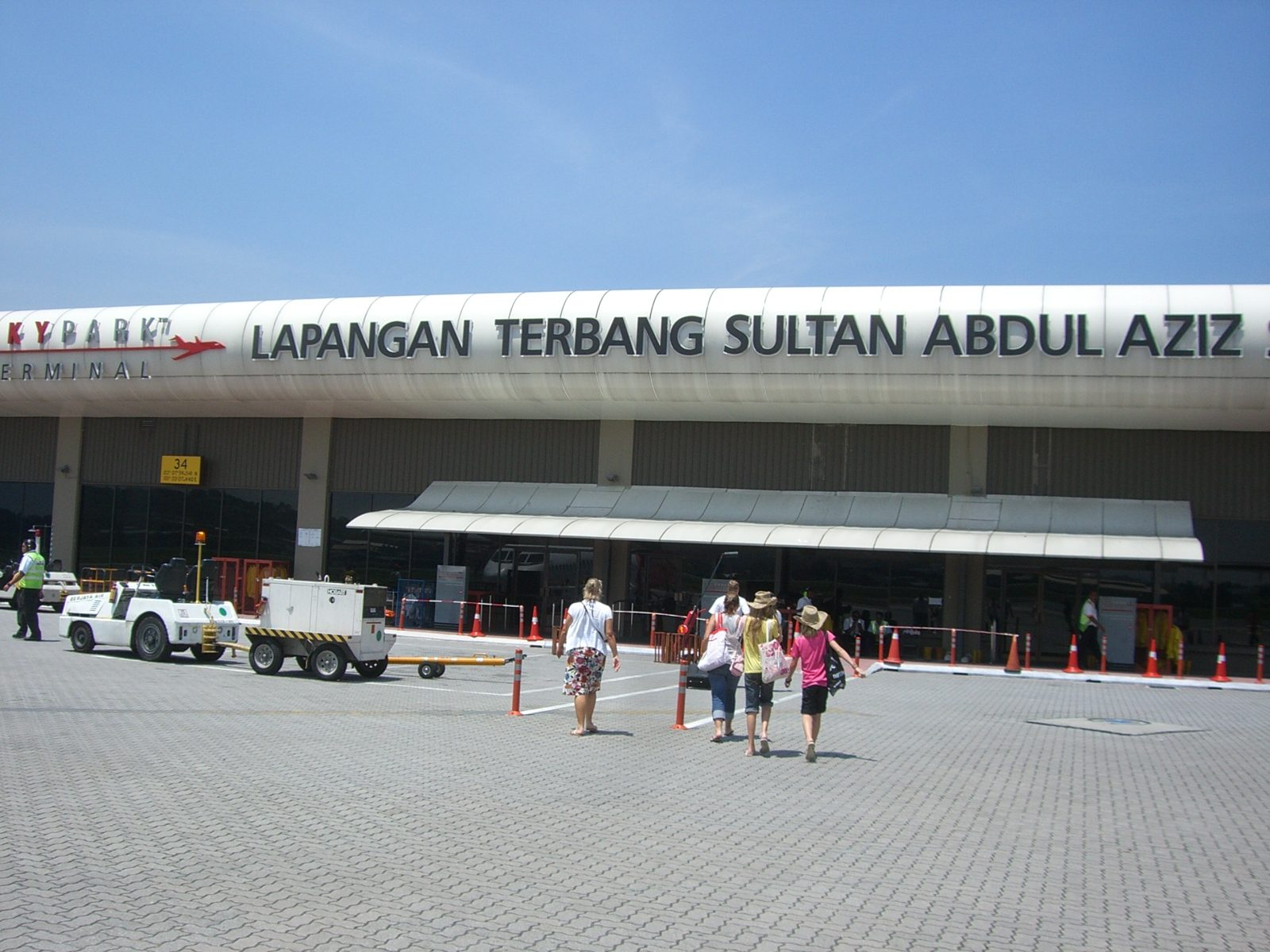
機場客運大樓

机场于1965年8月30日交付使用，其3700米跑道在当时来看是全亚洲规模最大的，一直到九十年代，机场共修建航站塔楼3座。其中2座用作服务马来西亚的国内航班，1座用作服务飞往新加坡和蘇梅島的国际航班。
由于有一些设施已陈旧，在使用中暴露出不少问题，本机场航站曾经两度起火幸无人员伤亡。2002年，新组建的亞洲航空曾考虑将此机场作为国内中心枢纽，但后来遭到马来西亚政府的反对而作罢。
2007年12月4日，Subang SkyPark有限公司宣布斥资3亿令吉，将3号航站楼改造为超现代的公务航空中心。计划包括升级l航站楼、建立区域航空中心和商业枢纽。此外，VistaJet也选择梳邦机场作为其在亚洲的运营基地，并将其设在3号航站楼。
2008年2月，建设面积达836平方米的五星级行政休息室工程启动，工程由ArcRadius公司承建，预计3月底完工。改造计划还包括建设两个维修机库和十个停车机库。
2008年8月8日，VistaJet Holding SA开始在梳邦机场运营，提供从马来西亚飞往全球的私人飞机服务。
梳邦机场进行了价值4千万令吉的改造，但没有解决停车问题，仅提供代客泊车服务，每天收费的收費為25令吉。
2018年，机场新增了连接吉隆坡中央車站的鐵路綫，即天空花園線，這條鐵路的單程費用為3.5令吉。此外，旅客也可以从中央藝術坊站的巴士站乘坐巴士前往機場。

## 航空公司與目的地

### 客運
| 航空公司          | 目的地 |
| ----------------- | --- |
| 馬印航空（OD）    | 國內線：檳城、新山、浮罗交怡、亞羅士打、哥打峇魯、瓜拉登嘉樓、吉利地 國際線：巴淡島、北乾巴魯、合艾（季節性）、昆明（2025年9月2日開辦） |
| 飛螢航空（FY）    | 檳城、新山、浮罗交怡、亞羅士打、哥打峇魯、瓜拉登嘉樓、新加坡-實里達                                                                     |
| 成功航空（J8）    | 國內線包機：邦咯島、熱浪島、刁曼島 國際線包機：蘇梅島、華欣                                                                             |
| 連城航空（QG）    | 棉蘭 |
| 酷航（TR)         | 新加坡-樟宜 |
| 長龍航空（GJ)     | 廣州 |
| 香港快運航空（UO) | 香港 |

### 貨運
| 航空公司 | 目的地                                                                                            |
| -------- | ------------------------------------------------------------------------------------------------- |
| 拉亞航空 | 國內線：亞庇、古晉、纳闽、美里 國際線：新加坡、曼谷－蘇凡納布、雅加達、金邊、河內、胡志明市、香港 |